# Joe Magrane
Joseph David Magrane (né le 2 juillet 1964 à Des Moines, Iowa, États-Unis) est un ancien lanceur gaucher ayant évolué dans les Ligues majeures de baseball, principalement pour les Cardinals de Saint-Louis, de 1987 à 1993. Il est depuis 1998 commentateur lors de matchs de baseball à la télévision.

## Carrière
Choix de première ronde (18e) au total par Saint-Louis au repêchage de 1985, Joe Magrane fait ses débuts dans les majeures avec les Cards en 1987. Il signe un dossier de neuf victoires et sept défaites.
En 1988, il effectue 24 départs et, malgré un dossier perdant de 5-9, domine les lanceurs de la Ligue nationale avec une moyenne de points mérités de 2,18.
En 1989, il connait la meilleure saison de sa carrière avec 18 victoires et 9 défaites, et sa moyenne de points mérités ne s'élève qu'à 2,91. Il termine quatrième au scrutin visant à élire le vainqueur du trophée Cy Young, remis au meilleur lanceur, dans la Ligue nationale.
Les blessures, à l'épaule notamment, ralentiront considérablement Magrane. Il ratera d'ailleurs deux années complètes d'activité, en 1991 puis en 1995. Malgré deux autres saisons de 10 victoires ou plus, il prend en 1996 une retraite prématurée à l'âge de 32 ans, après une carrière de huit saisons, au cours desquelles il aura également porté les couleurs des Angels de la Californie (1993-1994) et des White Sox de Chicago (1996).
Le lanceur a effectué deux départs pour les Cardinals en Série mondiale 1987, où il a montré une fiche de 0-1 face aux Twins du Minnesota.

## Télévision
Joe Magrane a été le commentateur des Rays de Tampa Bay à la télévision entre 1998 et 2008. Il s'est depuis joint au MLB Network.
Aux Jeux olympiques de Pékin en 2008, Magrane était analyste lors des matchs de baseball télédiffusés par NBC Sports.